# 4549 Burkhardt
4549 Burkhardt este un asteroid din centura principală, descoperit pe 29 septembrie 1973 de Cornelis van Houten și Tom Gehrels.